# Imokilly regato
L'imokilly regato est un fromage irlandais fabriqué dans le comté de Cork dans la province du Munster. Il s'agit d'un fromage à pâte pressée non cuite au lait de vache standardisé et pasteurisé. Il bénéficie d'une appellation d'origine protégée depuis 1999.

## Description
L'imokilly regato se présente sous forme de cylindre au bord convexe. Un motif de tissage celtique est imprimé dans les faces supérieure et inférieure du fromage. Le fromage est de couleur jaune paille ou crème. La pâte est ferme et peut présenter quelques yeux. Le goût est rond mais piquant.

## Fabrication
La fabrication de l'imokilly regato a lieu entre mars et octobre, à partir de lait de vaches pâturant dans une zone définie du comté de Cork, dans le Munster, au sud de l'Irlande. Cette zone correspond aux anciennes baronnies de Imokilly, de Fermoy et de Muskerry. La fabrication du fromage se déroule dans l'usine de la coopérative Darygold Mogeely. Celle-ci peut toutefois importer du lait produit provenant de l'extérieur de la zone définie lors de circonstances extraordinaires.
Le lait, standardisé et pasteurisé, est fermenté par ajout d'une souche bactérienne, puis caillé par ajout de présure à une température de 32 °C à 34 °C. Ensuite, le caillé est découpé finement, puis moulé et salé deux fois. Les fromages sont alors affinés, généralement de 9 à 12 mois.

## Histoire
La région du comté de Cork a une tradition attestée de production de produits laitiers, notamment du beurre. La recette de l'imokilly regato a été élaborée en 1973 par la coopérative Dairygol Mogeely, basée au village de Mogeely, dans le comté de Cork. C'est toujours cette entreprise, incorporée au groupe Dairygold en 1986, qui produit l'imokilly regato. L'imokilly regato est protégé à l'échelle euroéenne par une appellation d'origine protégée depuis 1999.